# Nebenan ist doch weit weg
Nebenan ist doch weit weg ist ein Jugendroman der Autorin Antje Bones, illustriert von Michael Szyszkas. Es wurde 2023 im dtv Verlag veröffentlicht.

## Handlung
Der Roman Nebenan ist doch weit weg von Antje Bones erzählt die Geschichte der zwölfjährigen Edith, die mit ihren Eltern und ihrem kleinen Bruder von Berlin nach Krakau, Polen, umzieht. Ihre Eltern haben in Krakau Arbeit gefunden und sehen den Umzug als Chance, doch für Edith ist es eine riesige Umstellung. Sie muss ihre besten Freundinnen, ihre Schule und ihr gewohntes Leben in Berlin hinter sich lassen.
Obwohl Edith schon Polnisch gelernt hat, fällt ihr der Anfang in der fremden Stadt schwer. Sie fühlt sich einsam und vermisst ihre alte Heimat sehr. Ihr Tagebuch, das sie gewissenhaft führt, wird zu einem wichtigen Begleiter in dieser schwierigen Zeit. Nach und nach fasst Edith aber Fuß in Krakau. In der Schule lernt sie Milena kennen, die sich um sie kümmert, und später Antek, mit denen sie sich anfreundet. Diese neuen Freundschaften helfen ihr, sich in der neuen Umgebung zurechtzufinden.
Eines Tages entdecken Edith und ihre Freunde in ihrem neuen Zuhause, einem alten Haus, einen verborgenen Raum und darin ein Bündel alter Briefe. Gemeinsam versuchen sie, das Geheimnis dieser Briefe zu lüften. Sie begeben sich auf eine spannende Suche nach den Verfassern und ihrer Geschichte. Dabei stellt sich heraus, dass die Briefe von Kaja und dem jüdischen Jungen Elias stammen, die während der deutschen Besatzung in diesem Haus lebten und versteckt wurden.
Durch dieses Abenteuer lernen Edith und ihre Freunde nicht nur die Stadt Krakau besser kennen, sondern auch ein Stück der schwierigen deutsch-polnischen Geschichte. Das Buch behandelt dabei Themen wie Heimweh, Freundschaft, Neuanfang, kulturelle Unterschiede und die Verfolgung von Juden im Zweiten Weltkrieg auf eine altersgerechte und einfühlsame Weise. Edith erkennt, dass, auch wenn Polen „nebenan“ ist, es für sie anfangs „weit weg“ war, aber sie schließlich dort eine neue Heimat finden kann.

## Personen
- Edith: Die zwölfjährige Hauptfigur und Ich-Erzählerin. Sie muss sich mit dem Umzug von Berlin nach Krakau und dem Neuanfang in einem fremden Land auseinandersetzen. Sie ist neugierig, fühlt Heimweh, aber ist auch mutig und offen für neue Erfahrungen. Ihr Tagebuch ist ein wichtiges Element der Erzählung.
- Milena: Ediths erste und beste Freundin in Krakau. Sie ist eine gläubige Katholikin und hilft Edith, sich in der neuen Schule und Kultur zurechtzufinden.
- Antek: Ein weiterer Freund von Edith und Milena. Er ist eher ein Außenseiter, aber intelligent und spielt eine wichtige Rolle bei der Entschlüsselung des Geheimnisses der Briefe. Er ergänzt die Gruppe der Freunde.
- Ediths Eltern: Ihre Namen werden nicht genannt, aber sie sind wichtig für die Rahmenhandlung. Der Vater ist Restaurator, die Mutter lehrt an der Universität.
- Jakob: Ediths kleiner Bruder. Er ist jünger und passt sich möglicherweise leichter an die neue Umgebung an. Er ist eine Nebenfigur, die aber zur Familie gehört.
- Lina: Ediths Hund, ein kleiner Mischling.
- Kaja und Elias: Obwohl sie nicht physisch im Buch vorkommen, sind sie wichtige Figuren für die Handlung. Sie sind die Verfasser der alten Briefe, die Edith und ihre Freunde finden. Ihre Geschichte während des Zweiten Weltkriegs in Krakau ist der Kern des historischen Geheimnisses. Elias ist ein jüdischer Junge, der sich verstecken musste.

## Form
Der Roman wird von der zwölfjährigen Edith aus der Ich-Perspektive erzählt. Ein prägendes Merkmal sind ihre Tagebucheinträge, die ihre Gedanken und Gefühle direkt wiedergeben. Die Geschichte folgt einem chronologischen Aufbau, der jedoch durch das Auffinden alter Briefe unterbrochen wird, die Rückblicke in die Zeit des Zweiten Weltkriegs ermöglichen. Die Sprache ist altersgerecht und authentisch, und es werden immer wieder polnische Wörter integriert, um die Ediths Sprachlernprozess zu zeigen.

## Rezeption
Das RBB Radio schreibt:

„Antje Bones gelingt ein tiefgründiges Buch zur deutsch-polnischen Geschichte, feinsinnig begleitet von Michael Szyszkas zeichnerischen Collagen. Vergangenheit, Gegenwart und Zukunft sind eng verwoben, das, was weit weg scheint, kommt plötzlich ganz nah. (...) Was für eine beeindruckende Erzählung!“

„Eine wunderbare Geschichte über Abschied und Neustart, locker erzählt und geschickt verpackt in einen Sprach-, Reise- und    Geschichtsführer.“

„Mit der Protagonistin Edith erlebt sie den Umzug der Romanfamilie von Deutschland nach Krakau und all die Schwierigkeiten und Abenteuer, die sich damit verbinden: die fremde und schöne Sprache Polnisch, Erlebnisse der Diskriminierung und neue Freundschaften, deutsche Geschichte und polnische Eigenheiten. Zugleich schildert die Rezensentin den Roman als eine diskrete und wie beiläufige Annäherung an die bekannterweise so problematische deutsche Vergangenheit und an das deutsch-polnische Verhältnis.“